# AFI's 100 Years of Musicals
AFI's 100 Years of Musicals è una classifica dei migliori musical statunitensi stilata dalla American Film Institute. La lista venne ufficializzata il 3 settembre 2006 durante uno show presso l'Hollywood Bowl. Diversamente da quanto successo per le precedenti classifiche, contiene solo 25 titoli e non venne presentata in un programma televisivo.

## La lista
| N. | Film                            | Anno | Studio           |
| -- | ------------------------------- | ---- | ---------------- |
| 1  | Cantando sotto la pioggia       | 1952 | MGM              |
| 2  | West Side Story                 | 1961 | United Artists   |
| 3  | Il mago di Oz                   | 1939 | MGM              |
| 4  | Tutti insieme appassionatamente | 1965 | 20th Century Fox |
| 5  | Cabaret                         | 1972 | Allied Artists   |
| 6  | Mary Poppins                    | 1964 | Disney           |
| 7  | È nata una stella               | 1954 | Warner Bros.     |
| 8  | My Fair Lady                    | 1964 | Warner Bros.     |
| 9  | Un americano a Parigi           | 1951 | MGM              |
| 10 | Incontriamoci a Saint Louis     | 1944 | MGM              |
| 11 | Il re ed io                     | 1956 | 20th Century Fox |
| 12 | Chicago                         | 2002 | Miramax          |
| 13 | Quarantaduesima strada          | 1933 | Warner Bros.     |
| 14 | All That Jazz                   | 1979 | 20th Century Fox |
| 15 | Cappello a Cilindro             | 1935 | RKO              |
| 16 | Funny Girl                      | 1968 | Columbia         |
| 17 | Spettacolo di varietà           | 1953 | MGM              |
| 18 | Ribalta di gloria               | 1942 | Warner Bros.     |
| 19 | Un giorno a New York            | 1949 | MGM              |
| 20 | Grease                          | 1978 | Paramount        |
| 21 | Sette spose per sette fratelli  | 1954 | MGM              |
| 22 | La bella e la bestia            | 1991 | Disney           |
| 23 | Bulli e pupe                    | 1955 | MGM              |
| 24 | La canzone di Magnolia          | 1936 | Universal        |
| 25 | Moulin Rouge!                   | 2001 | 20th Century Fox |

## Caratteristiche
- Cinque film della lista hanno vinto l'Oscar al miglior film; West Side Story, Tutti insieme appassionatamente, My Fair Lady, Un americano a Parigi e Chicago.
- Gene Kelly e Judy Garland sono gli attori protagonisti più rappresentati, partecipando ciascuno a tre film: Kelly in Cantando sotto la pioggia, in Un americano a Parigi e in Un giorno a New York; Garland in Il mago di Oz, in È nata una stella e in Incontriamoci a St. Louis.
- Anche Rita Moreno appare in tre film, come attrice non protagonista; in Cantando sotto la pioggia, in Il re ed io e in West Side Story.
- La bella e la bestia è il solo film d'animazione della lista.
- Il film più vecchio della lista è Quarantaduesima strada (uscito nel 1933), mentre il più recente è Chicago (2002).